# Atletiek op de Olympische Zomerspelen 2024 – 400 meter horden mannen
De 400 meter horden voor mannen  op de Olympische Zomerspelen 2024 vond plaats van vijf tot en met negen augustus in het Stade de France in Parijs. Karsten Warholm uit Noorwegen was de regerend Olympisch kampioen, hij werd in 2024 verslagen door Rai Benjamin uit de Verenigde staten, zilver was er voor Karsten Warholm en Alison dos Santos uit Brazilië won wederom de bronzen medaille.

## Records
Voorafgaand aan het toernooi waren dit het wereldrecord en het olympisch record.
| Wereldrecord     | Noorwegen Karsten Warholm | 45.94 | Tokio | 3 augustus 2021 |
| Olympisch record | Noorwegen Karsten Warholm | 45.94 | Tokio | 3 augustus 2021 |

## Resultaten
De volgende afkortingen worden gebruikt:
- Q - Gekwalificeerd door eindplaats
- q - Gekwalificeerd door eindtijd
- PB Persoonlijke besttijd
- SB Beste seizoensprestatie van atleet

### Series
De eerste vier van elke serie kwalificeerden zich direct voor de halve finales (Q). Van de overgebleven atleten kwalificeerden de vier tijdsnelsten zich ook voor de halve finales (q).

#### Serie 1
| Rang | Baan | Naam            | Naam | Reactie | Tijd  | Bijz. |
| ---- | ---- | --------------- | ---- | ------- | ----- | ----- |
| 1    | 7    | Rai Benjamin    | USA  | 0.190   | 48.82 | Q     |
| 2    | 6    | Jaheel Hyde     | JAM  | 0.175   | 49.08 | Q     |
| 3    | 2    | Kyron McMaster  | IVB  | 0.166   | 49.24 | Q     |
| 4    | 4    | Carl Bengtström | SWE  | 0.172   | 49.34 |       |
| 5    | 5    | Bassem Hemeida  | QAT  | 0.141   | 49.82 | SB    |
| 6    | 8    | Daiki Ogawa     | JPN  | 0.174   | 50.21 |       |
| 7    | 3    | Matic Ian Guček | SLO  | 0.147   | 50.30 |       |

#### Serie 2
| Rang | Baan | Naam              | Naam | Reactie | Tijd  | Bijz. |
| ---- | ---- | ----------------- | ---- | ------- | ----- | ----- |
| 1    | 5    | Karsten Warholm   | NOR  | 0.148   | 47.57 | Q     |
| 2    | 9    | Clément Ducos     | FRA  | 0.157   | 47.69 | Q, PB |
| 3    | 7    | Abderrahman Samba | QAT  | 0.182   | 48.35 | Q     |
| 4    | 8    | Yeral Nuñez       | DOM  | 0.187   | 48.67 |       |
| 5    | 4    | Trevor Bassitt    | USA  | 0.185   | 49.38 |       |
| 6    | 2    | Vít Müller        | CZE  | 0.150   | 49.44 |       |
| 7    | 6    | Oskar Edlund      | SWE  | 0.188   | 49.74 |       |
| 8    | 3    | Xie Zhiyu         | CHN  | 0.191   | 49.90 |       |

#### Serie 3
| Rang | Baan | Naam              | Naam | Reactie | Tijd  | Bijz. |
| ---- | ---- | ----------------- | ---- | ------- | ----- | ----- |
| 1    | 5    | Rasmus Mägi       | EST  | 0.196   | 48.62 | Q     |
| 2    | 6    | CJ Allen          | USA  | 0.144   | 48.64 | Q     |
| 3    | 2    | Alison dos Santos | BRA  | 0.165   | 48.75 | Q     |
| 4    | 9    | Emil Agyekum      | GER  | 0.207   | 49.38 |       |
| 5    | 3    | Victor Ntweng     | BOT  | 0.138   | 49.59 |       |
| 6    | 8    | Julien Bonvin     | SUI  | 0.167   | 49.82 |       |
| 7    | 7    | Kaito Tsutsue     | JPN  | 0.149   | 50.50 |       |
| 8    | 4    | Yasmani Copello   | TUR  | 0.224   | 50.72 |       |

#### Serie 4
| Rang | Baan | Naam                 | Naam | Reactie | Tijd  | Bijz. |
| ---- | ---- | -------------------- | ---- | ------- | ----- | ----- |
| 1    | 8    | Roshawn Clarke       | JAM  | 0.191   | 48.17 | Q     |
| 2    | 3    | Ezekiel Nathaniel    | NGR  | 0.181   | 48.38 | Q     |
| 3    | 7    | Wilfried Happio      | FRA  | 0.152   | 48.42 | Q     |
| 4    | 4    | Alessandro Sibilio   | ITA  | 0.157   | 48.43 | q     |
| 5    | 5    | Wiseman Were Mukhobe | KEN  | 0.198   | 48.58 | q     |
| 6    | 9    | Nick Smidt           | NED  | 0.168   | 48.64 | q, SB |
| 7    | 6    | Gerald Drummond      | CRC  | 0.213   | 48.80 |       |
| 8    | 2    | Constantin Preis     | GER  | 0.221   | 49.99 |       |

#### Serie 5
| Rang | Baan | Naam                 | Naam | Reactie | Tijd  | Bijz. |
| ---- | ---- | -------------------- | ---- | ------- | ----- | ----- |
| 1    | 2    | Malik James-King     | JAM  | 0.150   | 48.21 | Q     |
| 2    | 6    | Matheus Lima         | BRA  | 0.180   | 48.90 | Q, SB |
| 3    | 9    | Alastair Chalmers    | GBR  | 0.179   | 48.98 | Q     |
| 4    | 7    | Joshua Abuaku        | GER  | 0.151   | 49.00 |       |
| 5    | 3    | Berke Akçam          | TUR  | 0.143   | 49.48 |       |
| 6    | 4    | Ken Toyoda           | JPN  | 0.136   | 53.62 |       |
|      | 8    | Ismail Doudai Abakar | QAT  | 0.177   | DNF   |       |
|      | 5    | Peng Ming-yang       | TPE  | 0.209   | DNF   |       |

### Herkansingsronde

#### Herkansingsserie 1
| Rang | Baan | Naam            | Naam | Reactie | Tijd  | Bijz. |
| ---- | ---- | --------------- | ---- | ------- | ----- | ----- |
| 1    | 6    | Trevor Bassitt  | USA  | 0.177   | 48.64 | Q     |
| 2    | 4    | Emil Agyekum    | GER  | 0.194   | 48.67 | Q     |
| 3    | 7    | Vít Müller      | CZE  | 0.157   | 48.96 |       |
| 4    | 8    | Oskar Edlund    | SWE  | 0.168   | 48.99 |       |
| 5    | 3    | Daiki Ogawa     | JPN  | 0.136   | 49.25 |       |
| 6    | 2    | Bassem Hemeida  | QAT  | 0.146   | 49.64 | SB    |
|      | 5    | Yasmani Copello | TUR  |         | DNS   |       |

#### Herkansingsserie 2
| Rang | Baan | Naam             | Naam | Reactie | Tijd  | Bijz. |
| ---- | ---- | ---------------- | ---- | ------- | ----- | ----- |
| 1    | 8    | Carl Bengtström  | SWE  | 0.171   | 48.63 | Q     |
| 2    | 4    | Gerald Drummond  | CRC  | 0.216   | 48.78 | Q     |
| 3    | 5    | Victor Ntweng    | BOT  | 0.168   | 48.88 |       |
| 4    | 7    | Matic Ian Guček  | SLO  | 0.146   | 49.06 |       |
| 5    | 3    | Constantin Preis | GER  | 0.218   | 51.02 |       |
|      | 3    | Kaito Tsutsue    | JPN  |         | DNS   |       |

#### Herkansingsserie 3
| Rang | Baan | Naam          | Naam | Reactie | Tijd  | Bijz. |
| ---- | ---- | ------------- | ---- | ------- | ----- | ----- |
| 1    | 5    | Berke Akçam   | TUR  | 0.146   | 48.72 | Q     |
| 2    | 6    | Joshua Abuaku | GER  | 0.159   | 48.87 | Q, SB |
| 3    | 3    | Julien Bonvin | SUI  | 0.165   | 49.08 |       |
| 4    | 8    | Xie Zhiyu     | CHN  | 0.224   | 49.59 |       |
| 5    | 7    | Yeral Nuñez   | DOM  | 0.204   | 53.68 |       |
|      | 4    | Ken Toyoda    | JPN  |         | DNS   |       |

### Halve finales
De eerste twee van elke halve finale kwalificeerden zich direct voor de finale (Q). Van de overgebleven atleten kwalificeerden de twee tijdsnelsten zich ook voor de finale (q).

#### Halve finale 1
| Rang | Baan | Naam              | Naam | Tijd  | Bijz. |
| ---- | ---- | ----------------- | ---- | ----- | ----- |
| 1    | 7    | Karsten Warholm   | NOR  | 47.67 | Q     |
| 2    | 6    | Clément Ducos     | FRA  | 47.85 | Q     |
| 3    | 9    | Alison dos Santos | BRA  | 47.95 | q     |
| 4    | 2    | Trevor Bassitt    | USA  | 48.29 |       |
| 5    | 5    | Ezekiel Nathaniel | NGR  | 48.65 |       |
| 6    | 4    | Nick Smidt        | NED  | 49.61 |       |
| 7    | 8    | Jaheel Hyde       | JAM  | 50.03 |       |
| 8    | 3    | Joshua Abuaku     | GER  | 50.19 |       |

#### Halve finale 2
| Rang | Baan | Naam               | Naam | Tijd  | Bijz. |
| ---- | ---- | ------------------ | ---- | ----- | ----- |
| 1    | 4    | Kyron McMaster     | IVB  | 48.15 | Q     |
| 2    | 7    | Rasmus Mägi        | EST  | 48.16 | Q     |
| 3    | 5    | Abderrahman Samba  | QAT  | 48.20 | q     |
| 4    | 8    | CJ Allen           | USA  | 48.44 |       |
| 5    | 3    | Emil Agyekum       | GER  | 48.78 |       |
| 6    | 9    | Alessandro Sibilio | ITA  | 48.79 |       |
| 7    | 6    | Malik James-King   | JAM  | 48.85 |       |
| 8    | 2    | Berke Akçam        | TUR  | 49.12 |       |

#### Halve finale 3
| Rang | Baan | Naam              | Naam | Tijd  | Bijz. |
| ---- | ---- | ----------------- | ---- | ----- | ----- |
| 1    | 5    | Rai Benjamin      | USA  | 47.85 | Q     |
| 2    | 8    | Roshawn Clarke    | JAM  | 48.34 | Q     |
| 3    | 7    | Wilfried Happio   | FRA  | 48.66 |       |
| 4    | 6    | Matheus Lima      | BRA  | 49.08 |       |
| 5    | 4    | Wiseman Mukhobe   | KEN  | 49.22 |       |
| 6    | 3    | Carl Bengtström   | SWE  | 49.56 |       |
| 7    | 2    | Gerald Drummond   | CRC  | 49.68 |       |
| 8    | 9    | Alastair Chalmers | GBR  | 56.52 |       |

### Finale
| Rang   | Baan | Naam              | Naam | Tijd  | Bijz. |
| ------ | ---- | ----------------- | ---- | ----- | ----- |
| Goud   | 8    | Rai Benjamin      | USA  | 46.46 | SB    |
| Zilver | 7    | Karsten Warholm   | NOR  | 47.06 |       |
| Brons  | 3    | Alison dos Santos | BRA  | 47.26 |       |
| 4      | 5    | Clément Ducos     | FRA  | 47.76 |       |
| 5      | 6    | Kyron McMaster    | IVB  | 47.79 | SB    |
| 6      | 2    | Abderrahman Samba | QAT  | 47.98 |       |
| 7      | 4    | Rasmus Mägi       | EST  | 52.53 |       |
| -      | 9    | Roshawn Clarke    | JAM  | DNF   |       |

1900: John Tewksbury ·
1904: Harry Hillman ·
1908: Charles Bacon ·
1920: Frank Loomis ·
1924: Morgan Taylor ·
1928: David Burghley ·
1932: Bob Tisdall ·
1936: Glenn Hardin ·
1948: Roy Cochran ·
1952: Charles Moore ·
1956: Glenn Davis ·
1960: Glenn Davis ·
1964: Rex Cawley ·
1968: David Hemery ·
1972: John Akii-Bua ·
1976: Edwin Moses ·
1980: Volker Beck ·
1984: Edwin Moses ·
1988: André Phillips ·
1992: Kevin Young ·
1996: Derrick Adkins ·
2000: Angelo Taylor ·
2004: Félix Sánchez ·
2008: Angelo Taylor ·
2012: Félix Sánchez ·
2016: Kerron Clement ·
2020: Karsten Warholm ·
2024: Rai Benjamin